# Euphorbia succulenta
Euphorbia succulenta là một loài thực vật có hoa trong họ Đại kích. Loài này được (Schweick.) Bruyns mô tả khoa học đầu tiên năm 2007.

## Hình ảnh

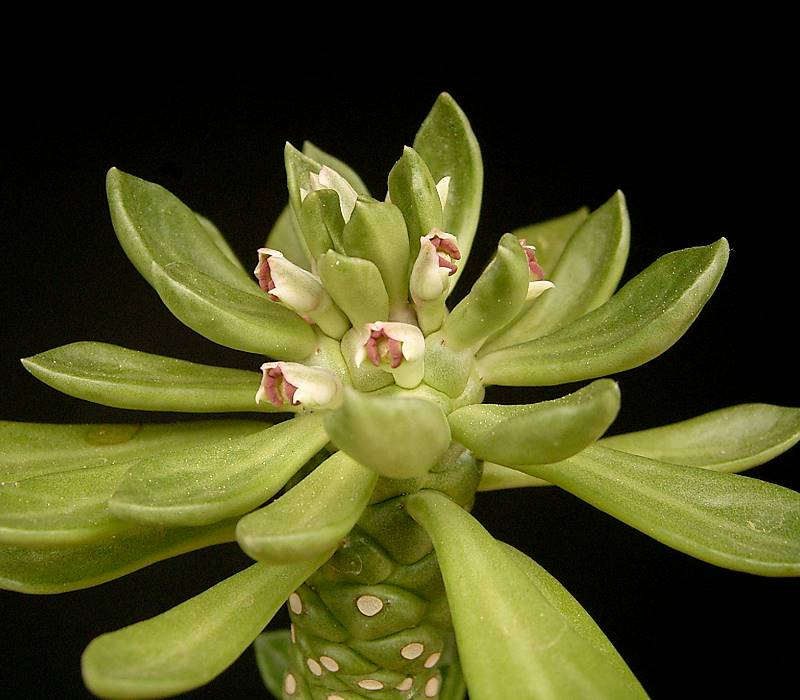
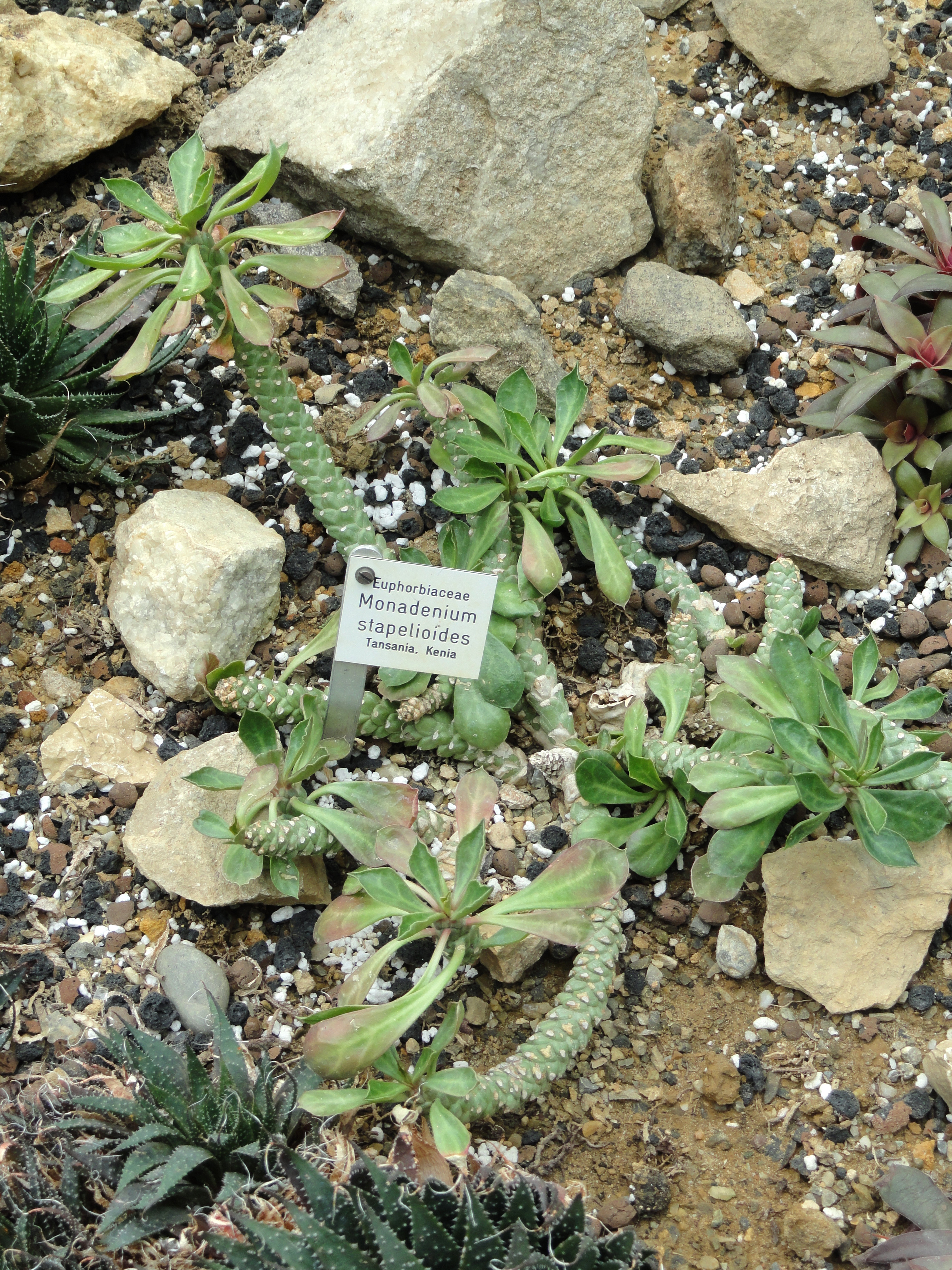